# Milan Smit
Milan Smit (Hollandscheveld, Países Bajos, 13 de febrero de 2003) es un futbolista neerlandés que juega de delantero en el Go Ahead Eagles de la Eredivisie.

## Trayectoria
Debutó como profesional en la Eredivisie con el S. C. Cambuur en la derrota por 2-1 ante el NAC Breda el 3 de abril de 2022. Marcó su primer gol como profesional al empatar en el minuto 95 contra el RKC Waalwijk en la Eredivisie el 6 de mayo de 2022. Expresó a los medios de comunicación que ese objetivo le motivó durante el verano de 2022 para demostrar que es algo más que un "prodigio de un gol".

## Estadísticas

### Clubes
Actualizado al último partido disputado el 27 de octubre de 2024.
| Club                           | Div.          | Temporada     | Liga  | Liga  | Liga   | Copas nacionales | Copas nacionales | Copas nacionales | Copas internacionales | Copas internacionales | Copas internacionales | Total | Total | Total  |
| Club                           | Div.          | Temporada     | Part. | Goles | Asist. | Part.            | Goles            | Asist.           | Part.                 | Goles                 | Asist.                | Part. | Goles | Asist. |
| ------------------------------ | ------------- | ------------- | ----- | ----- | ------ | ---------------- | ---------------- | ---------------- | --------------------- | --------------------- | --------------------- | ----- | ----- | ------ |
| S. C. Cambuur · Países Bajos   | 1.ª           | 2021-22       | 4     | 1     | 0      | 0                | 0                | 0                | —                     | —                     | —                     | 4     | 1     | 0      |
| S. C. Cambuur · Países Bajos   | 1.ª           | 2022-23       | 13    | 1     | 1      | 2                | 1                | 0                | —                     | —                     | —                     | 15    | 2     | 1      |
| S. C. Cambuur · Países Bajos   | 2.ª           | 2023-24       | 36    | 19    | 5      | 5                | 5                | 0                | —                     | —                     | —                     | 41    | 24    | 5      |
| S. C. Cambuur · Países Bajos   | 2.ª           | 2024-25       | 3     | 1     | 0      | —                | —                | —                | —                     | —                     | —                     | 3     | 1     | 0      |
| S. C. Cambuur · Países Bajos   | Total club    | Total club    | 56    | 22    | 5      | 7                | 6                | 0                | 0                     | 0                     | 0                     | 63    | 28    | 6      |
| Go Ahead Eagles · Países Bajos | 1.ª           | 2024-25       | 3     | 0     | 0      | 0                | 0                | 0                | —                     | —                     | —                     | 3     | 0     | 0      |
| Go Ahead Eagles · Países Bajos | Total club    | Total club    | 3     | 0     | 0      | 0                | 0                | 0                | 0                     | 0                     | 0                     | 3     | 0     | 0      |
| Total carrera                  | Total carrera | Total carrera | 59    | 22    | 6      | 7                | 6                | 0                | 0                     | 0                     | 0                     | 66    | 28    | 6      |

## Palmarés

### Títulos nacionales
| Título                   | Club            | País         | Año  |
| ------------------------ | --------------- | ------------ | ---- |
| Copa de los Países Bajos | Go Ahead Eagles | Países Bajos | 2025 |